# Сальса (танец)
Са́льса — современный социальный танец из США и Латинской Америки, который танцуют парно или в группах. Танец возник в 1970-х годах в Нью-Йорке. Сальса — маркетинговый термин для семейства танцев, объединяющий под собой различные стили. Как такового, единого танца под названием «сальса» не существует.

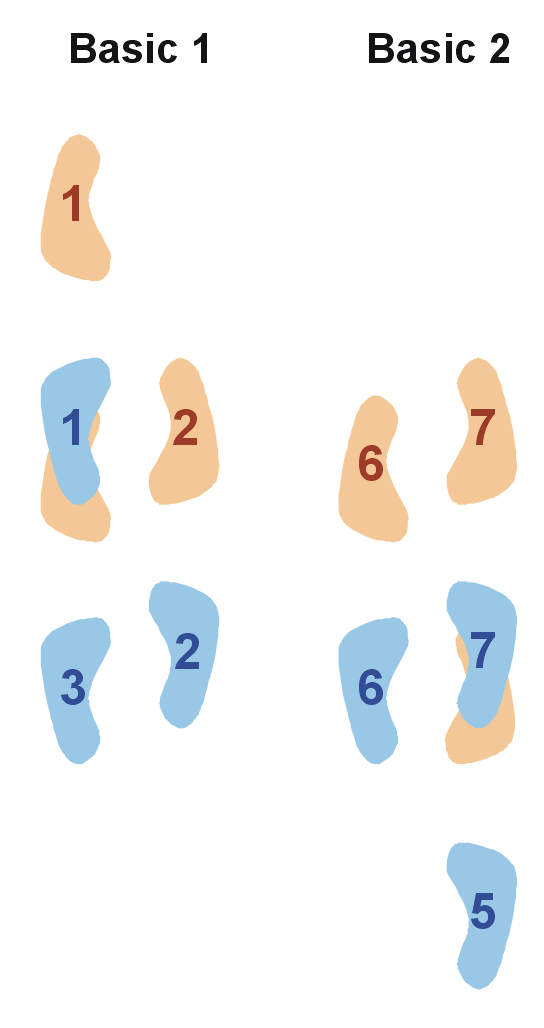
Базовые шаги стиля Лос-Анджелес

## Основы

### Основной шаг
С незначительной поправкой на различные стили сальсы, основные движения состоят из быстрого-быстрого-медленного шагов под четыре ударных ритма (счёта, бита) в музыке. Каждый четвёртый счёт используется для медленного переноса веса, паузы или, в некоторых стилях, для кика (выброса ноги) или чечётки (удара ногой о пол).
Ряд стилей имеет чёткое определение начала танца.
Лос-Анджелес, Лондон — начинаются на счёт «1» — сильную долю.
Нью-Йорк (= Modern Mambo = Eddie Torres style = On 2), Пуэрто-Рико, Палладиум и кубинский сон — начинаются на счёт «2».
Остальные виды стилей сальсы (кубинский, колумбийский, венесуэльский) могут начинаться на любую долю музыки. В некоторых регионах правильной считается сильная доля, в некоторых — tiempo, в некоторых — contratiempo, в каких-то — вообще не закреплено.
Венесуэльский и колумбийский стили сальсы также отличаются тем, что в силу специфики ряда элементов в танце может происходить смещение ритма. То есть в течение 1 танца может присутствовать начало движений на «1», и на «2», и на другие счета. Такое происходит после определённых фигур, которые могут менять ритмику танца.
Танец в кубинском стиле не может начинаться на любой счёт, а только на a tiempo y contratiempo, то есть на первую или вторую доли.
Сальса в любых стилях как танец привязан к латиноамериканской музыке с размером 4/4, где активная доля приходится на раз. В силу последнего первое активное движение в танце также начинается на «раз», будь то шаг либо активный чек в паркет. Из-за того, что многие стили используют на сильную музыкальную долю (счёт раз) чек в паркет, то окружающие часто ошибочно воспринимают это как активную долю на 2. Тем более активный первый шаг никаким образом не может начинаться на 3, так как это противоречит всем музыкальным законам и правилам, единственным исключением является синкопирование (дотанцовывание разорванного ритма вследствие сложных движений до следующей активной доли). Ну и, конечно, танец не может начинаться с последней 4-й доли, так как это конец музыкальной фразы. Самое главное в танцах латиноамериканской группы — это музыкальность и ритм, так как танцующие являются продолжением полёта души самой музыки.

## Стили
В мире сальса делится на два вида и пять основных подвидов:
1. «Круговая» сальса, в неё входят: кубинское (касино), венесуэльская (доминиканская) сальса и колумбийская сальса.
2. «Линейная» сальса или сальса Cross-body style. К ней относится сальса Лос-Анджелес, Лондон, Нью-Йорк (on 2), Палладиум и Пуэрто-Рико.
3. Отдельным видом в связи с огромной популярностью некоторые выносят и руэда де касино (Rueda de Casino).

### Кубинский стиль Касино
Базовый шаг начинается только на первую или вторую долю, шаги и движения выполняются, используя в качестве основы акценты перкуссионных инструментов. Геометрический рисунок танца — круговой (центром круга является центр между партнёром и партнёршей), однако иногда встречаются линейные компоненты — в основном это заимствования из Сона и Румбы.
Танцоры кубинского стиля используют так называемый теп (короткий и лёгкий удар носком или пяткой ноги по полу) на счёт 4 и 8. Характерные особенности сальсы — размер 4/4, быстрый темп, сложный ритмический рисунок, являющийся комбинацией ритмов тумбао и клаве.
Одним из популярных названий кубинского стиля является «касино», которое подчеркивает происхождение этого стиля. Кубинское Касино зародилось в кубинском казино на основе танца Руэда де касино, который, в свою очередь, является потомком танцев сон, дансон, ча-ча-ча и руэда де ча-ча-ча. Примерно, в 1956 году в клубе Casino Deportivo, отдельные пары стали отделяться от общей руэды, которую любили танцевать в этом клубе и танцевали отдельно ото всех пар.
Особенная пластика, источником которой является румба и сон, характерна для кубинской Касино.
Чаще всего танцуется a tiempo — на первую долю, в некоторых провинциях Кубы (например, Камагуэй) Касино танцуют на contratiempo (на слабую долю, «на два»), в кубинских сёлах простые люди — на третью долю.

### Венесуэльский стиль (доминиканская сальса)
Базовый шаг начинается на любую долю. В течение одного танца может меняться доля для базового шага в силу специфических элементов венесуэльской сальсы. Геометрический рисунок танца — круговой, центром круга, как правило, является центр между партнёром и партнёршей. Характерной особенностью венесуэльского стиля является «импульсное» ведение. Музыка сальсы для танца данного стиля — быстрая.

### Колумбийский стиль
Базовый шаг начинается на любую долю. В течение одного танца может меняться доля для базового шага в силу специфических элементов колумбийской сальсы. Геометрический рисунок танца жёстко не закреплён, могут быть как линейные, так и круговые элементы. Характерной особенностью колумбийского стиля является наличие большого количества footwork и допустимость использования элементов акробатики. Музыка сальсы для танца данного стиля — быстрая.

### Стиль Лос-Анджелес
Современный стиль сальсы Л. А. создан примерно в 1990-х годах в г. Лос-Анджелес основателями Луисом Васкесом, Джоби Васкес и двумя братьями Луиса — Франсиско и Джонни. Базовый шаг этого стиля танцуется на самую сильную долю музыки — на счёт 1, геометрический рисунок стиля — линейный и основан на движении cross body lead (перевод партнёрши по линии), для сальсы Л. А. характерен быстрый и динамичный темп, много быстрых комбинаций, меньше импровизированных соло, но много женского и мужского стиля. Танец направлен на скорость и чёткость исполнения, характерно использование акробатических элементов, демонстрирующих и подчёркивающих мастерство танцующей пары.

### Стиль Нью-Йорк
Стиль создан в Нью-Йорке Эдди Торресом, который сам называет этот танец как Modern Mambo, на основе кубинского сона (традиционной кубинской музыки и танца, являющегося прародителем сальсы). Базовый шаг на слабую долю музыки — на счёт 2 партнёры шагают назад (правой ногой). Считается, что так как партнёрша начинает с шага вперёд, то этот стиль создан, чтобы показать партнёршу во всей своей красоте, поэтому в нём очень много движений, где партнёрша как бы элегантно дефилирует мимо партнёра. Геометрический рисунок стиля — линейный, быстрый и динамичный темп, но в то же время мягкое и деликатное ведение, фигуры делаются короткими импульсами. Характерно наличие сольных композиций, пауз и деликатных акцентов по музыке. В меньшей степени используются акробатические элементы. С виду напоминает «кошачий», мягкий стиль танцевания.

### Стиль Пуэрто-Рико
Национальный стиль сальсы в Пуэрто-Рико. Характерным отличием (от Modern Mambo) является то, что девушки шагают на 2 не вперёд, а назад. Отсюда происходят некоторые особенности в ведении и исполнении различных фигур.

### Стиль Руэда де касино
Геометрический рисунок танца круговой при участии двух или большего количества пар. Все фигуры исполняются синхронно по команде лидера или певца (cantador). Руэда чем-то напоминает хоровод, но исполняется парами с частой сменой партнёров и партнёрш. Для руэды характерны фигуры основанные на узлах с очень чётким и аккуратным выходом, не отпуская при этом рук партнёрши до момента обмена парами. Партнёры передают партнёрш по кругу и импровизируют по музыке.
Сейчас на Кубе получила распространение руэда де касино так называемого нового стиля, для которой характерна перестройка из круга в линию в рамках танцевания руэды, формирование нескольких кругов руэды или рядом, или один внутри другого и так называемые dua — элементы, которые танцуют в рамках руэды по две пары, которые после окончания фигуры снова возвращаются в общий круг, а также использование акробатических элементов. Также для современной фигуры характерна более частая смена партнёров и партнёрш, так за время исполнения одной фигуры партнёры и партнёрши могут смениться несколько раз.
Руэда де Касино делится на 2 подвида: Rueda de Cuba и Rueda de Miami.
Второй подвид возник в США под влиянием линейных стилей, в связи с чем в танце используется ряд движений с линейной техникой танца.

## Конкурсы по сальсе
- «Bailar Casino» конкурс по кубинской сальсе, Сантьяго де Куба, (Куба)
- «World Salsa Championships» — первенство мира по сальсе Лас-Вегас (США)
- «Estrellita» конкурс по кубинской сальсе, Киев, (Украина)
- «Copa» конкурс по кубинской сальсе, Будапешт, (Венгрия)
- «Dias Cubanos» конкурс по кубинской сальсе, Noordwijkerhout, (Нидерланды)
- ARRIBA LA SALSA — конкурс по латиноамериканским танцам, Харьков, (Украина)
- «Сабор Кубано» — конкурс по Сальса Касино. Киев.(Украина)
- «Кубок клубнички» — Конкурс по Salsa LA Style, Киев, (Украина)

### Фестивали в Европе
- «Festival Cubano» — фестиваль кубинской сальсы (Польша)
- «Cuba Si» — фестиваль кубинской сальсы (Украина)
- «Сальсамаевка» — фестиваль линейной сальсы (Украина)
- VarnaSalsaFest — фестиваль сальсы (Болгария)
- Kiev Spring Fest — фестиваль линейной сальсы (Украина)
- Salsa on the Beach — фестиваль сальсы (Италия)
- Salsa on the Beach — фестиваль по Rueda de Casino (Украина)
- Croatian Summer Salsa Festival (Хорватия)
- Salsa Festival Frankfurt (Германия)